# Grubel-Lloyd-Index

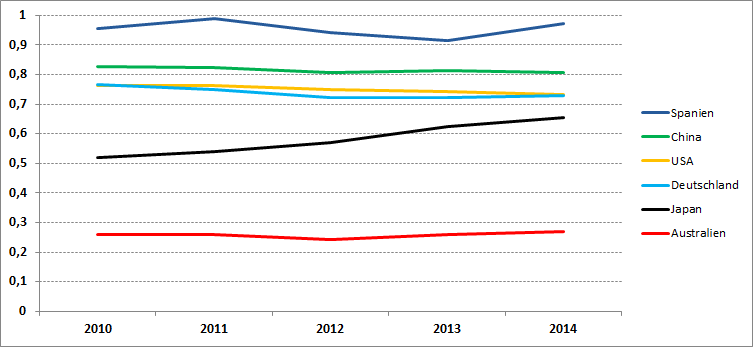
Grubel-Lloyd-Indizes verschiedener Länder im Verlauf von 5 Jahren nach Teil 7 des SITC Rev.4 (darin erfasst sind u. a. Kraftmaschinen, Metallbearbeitungsmaschinen, Büromaschinen, elektrische Maschinen, Straßenfahrzeuge und andere Beförderungsmittel).

Der Grubel-Lloyd-Index ist die Maßzahl einer Volkswirtschaft, die sich konkret mit dem internationalen Handel befasst. Der Index gibt Auskunft darüber, ob eine Nation eher zum interindustriellen Handel (Wert 0) oder zum intraindustriellen Handel (Wert 1) tendiert. Unter interindustriellem Handel versteht man hierbei den Austausch verschiedenartiger Produkte (bzw. zwischen verschiedenen Industrien), wohingegen der intraindustrielle Handel den Tausch gleichartiger Produkte beschreibt. Benannt ist er nach dem deutsch-kanadischen Ökonomen Herbert Grubel (* 1934) und dem neuseeländischen Wirtschaftswissenschaftler Peter Lloyd, die diesen erstmals 1975 veröffentlichten.

## Berechnung und Interpretation
Der Grubel-Lloyd-Index lässt sich für ein bestimmtes Produkt bzw. eine bestimmte Produktgruppe {\displaystyle i} nach folgender Formel berechnen:
{\displaystyle GL_{i}={\frac {(EX_{i}+IM_{i})-|EX_{i}-IM_{i}|}{(EX_{i}+IM_{i})}}=1-{\dfrac {\left|EX_{i}-IM_{i}\right|}{EX_{i}+IM_{i}}}\ ;\ \ 0\leq GL_{i}\leq 1.}
Dabei steht {\displaystyle EX_{i}} für das wert- bzw. mengenmäßige Exportvolumen, und {\displaystyle IM_{i}} für das wert- bzw. mengenmäßige Importvolumen des jeweiligen Produktes {\displaystyle i}. Die Summe aus Exporten und Importen einer Produktgruppe {\displaystyle i} entspricht dem gesamten Handelsvolumen dieser Produktgruppe. Von diesem Handelsvolumen wird der Handelssaldo, also der Betrag von Exporten der besagten Produktgruppe minus den Importen der Produktgruppe {\displaystyle i} subtrahiert. Schließlich wird dieser Term im Zähler durch das gesamte Handelsvolumen der Produktgruppe dividiert.
Fallunterscheidung der Extremfälle:
- {\displaystyle GL=1}: Für den Fall, dass die Exporte den Importen entsprechen, würde die Differenz innerhalb der Betragsstriche verschwinden und der gesamte Index damit den Wert 1 annehmen. Es liegt also ausschließlich intraindustrieller Handel bezüglich der Produktgruppe {\displaystyle i} vor. Folglich weicht dieses Handelskonzept von der Idee des komparativen Kostenvorteils nach David Ricardo ab, da es sich hierbei um sehr ähnliche Güter handelt und sich die Volkswirtschaften folglich nicht auf eine bestimmte Produktgruppe {\displaystyle i} spezialisiert haben.[2]
- {\displaystyle GL=0}: Wenn die Produktgruppe {\displaystyle i} hingegen nur exportiert oder nur importiert wird, geht die Differenz aus Handelsvolumen und Handelssaldo der jeweiligen Produktgruppe gegen Null und damit nimmt der gesamte Index den Wert 0 an. In diesem Fall liegt also nur interindustrieller Handel vor und der Handel mit dieser Produktgruppe findet nur in eine Richtung statt. Das Handelskonzept basiert hierbei auf den Gedanken des komparativen Kostenvorteils. Die Volkswirtschaft bzw. Industrie spezialisiert sich folglich auf eine bestimmte Produktgruppe {\displaystyle i}, welches sie aufgrund einer unterschiedlichen Faktorausstattung zu ihrem Vorteil produzieren kann. Dieser Aspekt basiert auf der Annahme des Heckscher-Ohlin-Theorem.[3]

Die Betragsstriche sind deshalb notwendig, weil die Exporte nicht notwendigerweise höher sein müssen als die Importe. Gäbe es die Betragsstriche nicht, könnte sich bei einem Importüberschuss ein Indexwert über 1 ergeben. Schließlich wären Werte beim Erfassen des Grubel-Lloyd-Indexes über mehrere Produktgruppen untereinander nicht mehr vergleichbar.

## Beispiele zur Berechnung

Grubel-Lloyd-Indizes verschiedener Länder, nach Teil 0 (Nahrungsmittel und lebende Tiere) und Teil 7 (Maschinenbauerzeugnisse und Fahrzeuge) des SITC Rev. 4, von 2014

Im Folgenden wird der Index an Beispielen erläutert. Hierfür werden die Werte aus der Grafik in diesem Abschnitt verwendet.

### Beispiel 1
Australien exportierte 2014 im Bereich „Maschinenbauerzeugnisse und Fahrzeuge“ nach SITC Rev. 4 einen Wert von rund 13 Milliarden US$, importierte in dieser Produktkategorie aber rund 84 Milliarden US$. Der Grubel-Lloyd-Index berechnet sich hierbei wie folgt:
{\displaystyle GL_{\text{Maschine}}^{\text{Australien}}=1-{\dfrac {\left|13-84\right|}{13+84}}\ =0{,}268}.
Der Handel mit Maschinenbauerzeugnissen und Fahrzeugen in Australien tendiert demnach zu einem interindustriellen Handel.

### Beispiel 2
Spanien hingegen exportierte 2014 in der Produktkategorie der Maschinenbauerzeugnisse wertmäßig gesehen mit rund 101,6 Milliarden US$ fast genauso viele Produkte, wie importiert wurden (96 Milliarden US$). Der Grubel-Lloyd-Index liegt also nahe eins, was auf einen intraindustriellen Handel deutet:
{\displaystyle GL_{\text{Maschine}}^{\text{Spanien}}=1-{\dfrac {\left|101{,}6-96\right|}{101{,}6+96}}\ =0{,}972}.

## Mittelwert des Grubel-Lloyd-Indexes
Um den Grubel-Lloyd-Index für verschiedene Länder vergleichbar zu machen, muss dieser über viele (alle) Produktgruppen eines Landes gemittelt werden. Dies ist auf zwei Arten möglich.

### Ungewichteter Mittelwert
Gütergruppen können arithmetisch gemittelt werden, was auch als ungewichteter Mittelwert bezeichnet wird (vgl. Arithmetisches Mittel). Dafür ergibt sich folgende Formel:
{\displaystyle GL_{\text{ung}}={\frac {1}{n}}\sum _{i=1}^{n}{\frac {(EX_{i}+IM_{i})-|EX_{i}-IM_{i}|}{(EX_{i}+IM_{i})}}}.

### Gewichteter Mittelwert
Wenn unterschiedliche Produktgruppen zusammen bewertet werden sollen, ist eine Gewichtung bezüglich des Handelsvolumens der einzelnen Gütergruppenwerte vorzunehmen, um ein verzerrtes Ergebnis durch einfache Addition zu vermeiden. So können viel gehandelte Produkte stärker berücksichtigt werden, als Produkte, die einen unerheblichen Anteil am Handel tragen (vgl. gewichtetes arithmetisches Mittel). Dabei wird folgende Formel zugrunde gelegt:
{\displaystyle GL=\sum _{i=1}^{n}w_{i}GL_{i}=\sum _{i=1}^{n}\left({\frac {EX_{i}+IM_{i}}{\sum _{i=1}^{n}(EX_{i}+IM_{i})}}\right)GL_{i}=1-{\frac {\sum _{i=1}^{n}|EX_{i}-IM_{i}|}{\sum _{i=1}^{n}(EX_{i}+IM_{i})}}}.
Dabei ist {\displaystyle w_{i}} der Gewichtungsfaktor der einzelnen GL-Werte jeder Produktkategorie. Hierbei stellt der Gewichtungsfaktor das Verhältnis vom Handelsvolumen der Gütergruppe zum gesamten Handelsvolumen dar.

## Bedeutung und Bewertung
Für ältere Theorien wie der des komparativen Kostenvorteils ist es schwierig, den zunehmenden intraindustriellen Handel zu erklären. Große Handelspartner wie Europa und die USA tauschen tatsächlich viele ähnliche Produkte untereinander.
Zum Teil lässt sich dieser Widerspruch dadurch auslösen, dass die Gleichheit der Produkte genauer untersucht wird. Intraindustrieller Handel ist „gleichzeitiger Export und Import von Produkten, die sehr nahe Substitute im Verbrauch oder in Bezug auf den Faktoreinsatz sind“. Die Güter erfüllen demnach zwar eine gleiche Funktion oder wurden mithilfe gleicher Technologien hergestellt, sind aber nicht völlig identisch.
Grubel und Lloyd haben versucht, sich dem Definitionsproblem der Gleichheit durch eine Typisierung der Güter zu nähern. Sie führten als Unterscheidungskriterium den Grad der Substituierbarkeit ein:
- Gütertyp I: enge Substitute in der Produktion, nicht im Konsum.
- Gütertyp II: enge Substitute im Konsum, nicht in der Produktion.
- Gütertyp III: Substitute hinsichtlich Produktions- und Konsumprozess.
- Gütertyp IV: Verschiedenartig in der Produktion als auch im Konsum.

Haben gehandelte Güter ein hohes Maß an Substitutionalität, findet tendenziell intraindustrieller Handel statt. Andernfalls wird der Handel eher interindustrieller Art sein.
Der Anteil des intraindustriellen Handels am Gesamthandel des jeweiligen Landes gibt einen Hinweis auf die Ähnlichkeit von Konjunkturverläufen innerhalb eines Industriesektors. Ein Beispiel ist die Vergleichbarkeit der Automobilindustrie mit anderen Ländern des Euro-Raumes. Je höher der Index ist, desto stärker breiten sich spezifische Schocks über alle betrachteten Länder aus und wirken somit auf eine Synchronizität (paralleler Verlauf) der Konjunkturverläufe hin.
Werden Schwellenländer mit industrialisierten Staaten verglichen treten Probleme auf. Ein überdurchschnittliches Wachstum der sich entwickelnden Volkswirtschaft verzerrt die auf absolute Größen bezogene Kennzahl. Innerstaatliche Differenzen wie mögliche Gegensätze zwischen urbanen Zentren und ländlichen Regionen können ebenfalls zu Verfälschungen führen.

### Voraussetzungen für unverzerrte GL-Werte
Das Konzept des Grubel-Lloyd-Index als Indikator des intraindustriellen Handels unterliegt bestimmten Grenzen in seiner Anwendung. Deshalb sollten mehrere Voraussetzungen beachtet werden um möglichst unverzerrte Werte zu erhalten.
Es stellt sich die Frage, in welche und wie viele verschiedene Produkte der Gesamthandel aufgegliedert wird. Die Klassifikation und das Aggregationsniveau der Produkte sind maßgeblich zur bestmöglichen Abbildung eines bestimmten Sektors. Waren werden zu Warengruppen zusammengefasst, wobei Informationen über Ex- und Importwerte verloren gehen. Es lässt sich feststellen, je höher das Aggregationsniveau innerhalb einer Produktklassifikation, desto höher der intraindustrielle Handel. Das rührt daher, dass bei einem weit gefassten Produktsektor mehr Produkte in den Sektor fallen, als wenn man ihn enger auslegt. Wenn nun viele Produkte in einem Sektor erfasst werden, ist auch die Wahrscheinlichkeit höher, dass diese sowohl importiert, als auch exportiert werden. Umgekehrt gilt dies genauso. Maßgebend für die Wahl der Aggregationsstufe sollte ein passendes theoretisches Konzept zum konkreten Zweck der Untersuchung sein.
Die gängigste Form ist es die Warenklassifikation dem Internationalen Warenverzeichnis für Außenhandel (Standard International Trade Classification, SITC) zu entnehmen, sodass eine einheitliche und nachvollziehbare Einordnung möglich ist.
Die SITC ist wie folgt gegliedert:
- 10 Teile
- 67 Abschnitte
- 262 Gruppen
- 1023 Untergruppen
- 2970 kleinste Gliederungseinheiten (sogenannte Fünfsteller)[12]

Ein weiterer Aspekt, der bei der Interpretation des ungewichteten Grubel-Lloyd-Index beachtet werden muss, ist das Handelsvolumen der betrachteten Produktkategorie. Das Volumen wird bei der Berechnung vollkommen vernachlässigt, jedoch sind Produktkategorien mit hohem Handelsvolumen bedeutungsvoller, als solche mit gleichem GL-Wert aber niedrigerem Volumen. Zur Lösung dieses Problems wird eine zusätzliche Maßzahl vorgeschlagen, welche die Bedeutung der Produktkategorie des betrachteten Landes darstellt (z. B. Verhältnis von Handelsvolumen zum BIP).
Wird der Grubel-Lloyd-Index herangezogen, um den Wandel von Strukturen einer Branche aufgrund von Veränderungen bestimmter Handelsflüsse zu beurteilen, sollte beachtet werden, dass dieser nur für eine feststehende Zeitperiode berechnet wird. Demzufolge werden mögliche Veränderungen in dieser Zeit nicht berücksichtigt, woraus sich Fehlinterpretationen ergeben können.
Weiterhin sollten der unterschiedliche Entwicklungsgrad der betrachtenden Volkswirtschaften sowie innerstaatliche Differenzen (urbane Zentren/ländliche Regionen) bei der Berechnung zur Kenntnis genommen werden, um Verfälschungen zu vermeiden.

### Korrektur des Grubel-Lloyd-Index
Der Grubel-Lloyd-Index soll ein Maß dafür sein, wie stark intraindustrieller Handel in Relation zum gesamten Handel betrieben wird. Dafür wird er über alle Gütergruppen hinweg mit dem Volumenanteil der jeweiligen Gütergruppen ({\displaystyle EX_{i}+IM_{i}}) am Gesamthandelsvolumen
{\displaystyle \sum _{i=1}^{n}(EX_{i}+IM_{i})}
gewichtet (siehe oben). Hierbei sind die Ergebnisse nur präzise, wenn die Handelsbilanz des Landes ausgeglichen ist und Strukturgleichheit vorliegt. Ausgeglichen ist eine Handelsbilanz dann, wenn sich Importe und Exporte die Waage halten. Strukturgleichheit liegt vor, wenn einheitlich über alle Gütergruppen entweder ein Handelsbilanzüberschuss oder ein Handelsbilanzdefizit erwirtschaftet wurde. Sobald eine Gütergruppe von den übrigen abweicht, kann keine Strukturgleichheit mehr bestehen. Da jedoch die Handelsbilanzen nur in den seltensten Fällen ausgeglichen und Strukturen gleich sind, führt diese Betrachtungsweise zu einem verzerrten Ergebnis.
Aus diesem Grund nahmen Grubel und Lloyd einen „globalen Ausgleich“ der Handelsbilanz in ihrer Formel, über alle betrachteten Produktgruppen an ihrem gewichteten Index, vor. Hierbei wird der intraindustrielle „Handel aller Gütergruppen statt auf das gesamte Handelsvolumen, auf das um das Ungleichgewicht […] bereinigte Handelsvolumen“ bezogen.
{\displaystyle GL_{\text{korr}}={\frac {\sum _{i=1}^{n}(EX_{i}+IM_{i})-\sum _{i=1}^{n}|EX_{i}-IM_{i}|}{\sum _{i=1}^{n}(EX_{i}+IM_{i})-|\sum _{i=1}^{n}EX_{i}-\sum _{i=1}^{n}IM_{i}|}}}
Trotzdem ist es sinnvoll, für eine Analyse sowohl den korrigierten als auch den nicht korrigierten Grubel-Lloyd-Index zu betrachten. Für den Fall, dass über alle Gütergruppen hinweg die Exporte die Importe übersteigen oder die Importe die Exporte, nimmt der korrigierte Index den Wert 1 an. Also herrscht Strukturgleichheit. Dabei sind die tatsächlichen Werte der jeweiligen Export- bzw. Importüberschüsse irrelevant. Damit ist zwar der korrigierte Grubel-Lloyd-Index nicht mehr aussagekräftig, aber die Voraussetzung für den unkorrigierten Grubel-Lloyd-Index gegeben.

## Alternativen zum Grubel-Lloyd-Index
In folgendem Abschnitt werden Alternativen des Grubel-Lloyd-Indexes diskutiert, welche Basis der Erkenntnisse von Grubel und Lloyd waren. Zwar dienten diese unterschiedlichen Indizes als Grundlage des Grubel-Lloyd-Indexes, durch ihre unterschiedlichen Aussagegehalte sind sie jedoch auch heute noch von Bedeutung.
Verdoorn versuchte 1960 die Intensität des inter- bzw. intraindustriellen Handels, als das Verhältnis
{\displaystyle U_{i}={\frac {EX_{i}}{IM_{i}}}}
in jeder dreistelligen Güterklasse {\displaystyle i}, zu ermitteln. Je mehr intraindustrieller Handel betrieben wird, desto näher liegt der berechnete Wert bei 1. Andersherum gilt: je weiter sich {\displaystyle U} von 1 entfernt, desto intensiver findet interindustrieller Handel statt. Nachteilig ist, dass die Maßzahl bei Importüberschuss in einem Intervall [0,1), bei Exportüberschuss dagegen (1,{\displaystyle \infty }) liegt. Eine aussagekräftige Aggregation ist daher nicht möglich, das bedeutet, dass sich kein interpretierbarer Indexwert ergeben kann, wenn man die Werte einzelner Produktgruppen zu einem Gesamtwert zusammenfassen möchte. Der einzige vergleichbare Fall liegt dann vor, wenn {\displaystyle EX=IM}, nämlich wenn {\displaystyle U_{i}=1}.
Auch Kojima und Grubel stellten 1964 bzw. 1967 ähnliche Überlegungen an. Sie wählten jedoch das Verhältnis von Exporten und Importen so, dass entweder immer Werte zwischen 0 und 1 oder größer als 1 resultieren. Dabei setzte Kojima Export und Import so miteinander ins Verhältnis, dass der höhere der beiden Werte im Nenner und der niedrigere im Zähler steht:
{\displaystyle U_{i}^{\text{Kojima}}={\frac {\min(EX_{i};IM_{i})}{\max(EX_{i};IM_{i}}}}
mit {\displaystyle 0\leq U_{i}\leq 1}. Hierbei ergibt sich eine Zahl im Intervall [0,1], welcher analog zum Grubel-Lloyd-Index zu bewerten ist, jedoch nur für eine einzelne Gütergruppe. Grubel führte diese Berechnung entsprechend umgekehrt aus:
{\displaystyle U_{i}^{\text{Grubel}}={\frac {\max(EX_{i};IM_{i})}{\min(EX_{i};IM_{i}}}} mit {\displaystyle 1\leq U_{i}\leq \infty }.
Auch hier ist zu erwähnen: je dichter das Ergebnis an 1 herankommt, desto höher ist der Grad des intraindustriellen Handels.
Nach Grubel und Lloyd stellen diese Überlegungen jedoch keine optimale Messgröße für intraindustriellen Handel, über alle Gütergruppen hinweg, dar.
Balassa setzt den Nettohandel einer Güterklasse (Betrag aus der Differenz von Exporten minus Importen) ins Verhältnis zum Handelsvolumen einer Güterklasse (Summe aus Ex- und Importen). Hierbei wird eine Aussage über „den Anteil des intraindustriellen Handels am gesamten Handel“ in dieser Güterklasse getroffen. Balassa verrechnet weiterhin Gruppenindizes ungewichtet als arithmetisches Mittel, um eine Aussage über den gesamten intraindustriellen Handel zu erhalten:
{\displaystyle {\overline {D}}_{i}={\frac {1}{n}}\sum _{i=1}^{n}{\frac {|EX_{i}-IM_{i}|}{EX_{i}+IM_{i}}}}.
Aber auch hier gibt es Nachteile. Dazu gehört, dass einzelne Gütergruppen nicht nach ihrem Anteil am gesamten Handel gewichtet werden. Außerdem kann nicht berücksichtigt werden, dass in einigen Gütergruppen ein Überschuss der Exporte über die Importe vorliegt, während in anderen die Importe die Exporte überwiegen.
Einen Weg, das Ungleichgewicht der Handelsbilanz zu berücksichtigen, liegt in der von Michaely 1962 entwickelten Berechnungsmethode. Dieser errechnete einen Index, indem er die Importanteile der jeweiligen Gütergruppen am Gesamtimport aller Gütergruppen von den Exportanteilen der jeweiligen Gütergruppe am Gesamtexport aller Gütergruppen abzog:
{\displaystyle {\overline {E}}_{i}=\sum _{i=1}^{n}\left|{\frac {EX_{i}}{\sum _{i=1}^{n}EX_{i}}}-{\frac {IM_{i}}{\sum _{i=1}^{n}IM_{i}}}\right|} .
Da diese Berechnung Werte zwischen 0 und 2 liefert, wobei bei 0 vollkommen intraindustrieller Handel und bei 2 vollkommen interindustrieller vorliegt, werden die Resultate besser vergleichbar gemacht, indem man sie mit {\displaystyle {\tfrac {1}{2}}} multipliziert und anschließend von 1 abzieht:
{\displaystyle {\overline {F}}_{i}=1-{\frac {1}{2}}\sum _{i=1}^{n}\left|{\frac {EX_{i}}{\sum _{i=1}^{n}EX_{i}}}-{\frac {IM_{i}}{\sum _{i=1}^{n}IM_{i}}}\right|}.
Damit liegen die Indizes zwischen 0 und 1, welche analog zum Grubel-Lloyd-Index zu bewerten sind, und erlauben gleichzeitig die Berücksichtigung des Ungleichgewichts in der Handelsbilanz.
Als eine weitere alternative Messgröße können Strukturdifferenzen angewendet werden. Ein überwiegend intraindustrieller Außenhandel ist dadurch gekennzeichnet, dass Exporte und Importe in ähnlichen Strukturen verlaufen, wohingegen interindustrieller Handel erkennbare Unterschiede in der Struktur der Gütergruppen aufweist. Unterschiede in der Struktur weisen auf Spezialisierungen hin, was wiederum bedeutet, dass Güter einer Gruppe, die exportiert werden, nicht importiert werden und umgekehrt.